# Faas Wilkes
Servaas "Faas" Wilkes (Roterdã, 13 de outubro de 1923 — Roterdã, 15 de agosto de 2006) foi um futebolista neerlandês que atuava como atacante. Ele disputou 38 partidas pela Seleção Neerlandesa, na qual marcou 35 gols (média de 0,92 gols por jogo). No entanto, por um período prolongado de sua carreira, de junho de 1949 a março de 1955, ele foi banido da seleção nacional, pois a KNVB não permitia a participação de jogadores profissionais. Ele também jogou pela Holanda nos Jogos Olímpicos de Verão de 1948.

## Carreira
Wilkes jogou pelo Xerxes Rotterdam, antes de se mudar para a Internazionale no verão de 1949. Lá ele jogou 95 partidas, marcando 47 gols. Depois que sua estadia em Milão terminou em 1952, ele teve uma temporada de uma temporada no Torino. Aos 30 anos, mudou-se para o Valencia, na Espanha, marcando um total de 38 gols em 62 jogos entre 1953–54 e 1955–56, tornando-se o primeiro ídolo estrangeiro do clube. Ele também jogou pelo VVV, Levante, e Fortuna '54. Ele morreu de parada cardíaca em 2006, aos 82 anos.
Ele é considerado um dos melhores jogadores de futebol que a Holanda já produziu, sendo especialmente conhecido por seu estilo de jogo criativo e dribles brilhantes. Wilkes foi o 4º jogador neerlandês (depois de Gerrit Keizer, Bep Bakhuys e Gerrit Vreken) que se mudou para jogar no exterior.

## Estatísticas

### Clubes
| Equipe            | Temporada         | Campeonato nacional | Campeonato nacional | Copa nacional | Copa nacional | Competições continentais | Competições continentais | Outros torneios | Outros torneios | Total | Total |
| Equipe            | Temporada         | Jogos               | Gols                | Jogos         | Gols          | Jogos                    | Gols                     | Jogos           | Gols            | Jogos | Gols  |
| ----------------- | ----------------- | ------------------- | ------------------- | ------------- | ------------- | ------------------------ | ------------------------ | --------------- | --------------- | ----- | ----- |
| Xerxes Rotterdam  | 1945–46           | 3                   | 1                   |               |               | –                        | –                        |                 |                 | 3     | 1     |
| Xerxes Rotterdam  | 1946–47           | 19                  | 8                   |               |               | –                        | –                        |                 |                 | 19    | 8     |
| Xerxes Rotterdam  | 1947–48           | 24                  | 19                  |               |               | –                        | –                        |                 |                 | 24    | 19    |
| Xerxes Rotterdam  | 1948–49           | 25                  | 21                  |               |               | –                        | –                        |                 |                 | 25    | 21    |
| Xerxes Rotterdam  | Total             | 71                  | 49                  |               |               |                          |                          |                 |                 | 71    | 49    |
| Internazionale    | 1949–50           | 34                  | 17                  |               |               |                          |                          |                 |                 | 34    | 17    |
| Internazionale    | 1950–51           | 38                  | 23                  |               |               |                          |                          |                 |                 | 38    | 23    |
| Internazionale    | 1951–52           | 23                  | 7                   |               |               |                          |                          |                 |                 | 23    | 7     |
| Internazionale    | Total             | 95                  | 47                  |               |               |                          |                          |                 |                 | 95    | 47    |
| Torino            | 1952–53           | 12                  | 1                   |               |               |                          |                          |                 |                 | 12    | 1     |
| Torino            | Total             | 12                  | 1                   |               |               |                          |                          |                 |                 | 12    | 1     |
| Valencia          | 1953–54           | 28                  | 18                  |               |               |                          |                          |                 |                 | 28    | 18    |
| Valencia          | 1954–55           | 15                  | 9                   |               |               |                          |                          |                 |                 | 15    | 9     |
| Valencia          | 1955–56           | 19                  | 11                  |               |               |                          |                          |                 |                 | 19    | 11    |
| Valencia          | Total             | 62                  | 38                  |               |               |                          |                          |                 |                 | 62    | 38    |
| Venlo             | 1956–57           | 30                  | 8                   | 3             | 4             |                          |                          |                 |                 | 33    | 12    |
| Venlo             | 1957–58           | 34                  | 15                  | 2             | 2             |                          |                          |                 |                 | 36    | 17    |
| Venlo             | Total             | 64                  | 23                  | 5             | 6             |                          |                          |                 |                 | 69    | 29    |
| Levante           | 1958–59           | 25                  | 13                  |               |               |                          |                          | 1               | 0               | 26    | 13    |
| Levante           | Total             | 25                  | 13                  |               |               |                          |                          | 1               | 0               | 26    | 13    |
| Fortuna '54       | 1959–60           | 30                  | 16                  |               |               |                          |                          |                 |                 | 30    | 16    |
| Fortuna '54       | 1960–61           | 27                  | 5                   |               |               |                          |                          |                 |                 | 27    | 5     |
| Fortuna '54       | 1961–62           | 31                  | 12                  |               |               |                          |                          |                 |                 | 31    | 12    |
| Fortuna '54       | Total             | 88                  | 33                  |               |               |                          |                          |                 |                 | 88    | 33    |
| Xerxes Rotterdam  | 1962–63           | 20                  | 8                   | 1             | 0             |                          |                          |                 |                 | 21    | 8     |
| Xerxes Rotterdam  | 1963–64           | 8                   | 2                   |               |               |                          |                          |                 |                 | 8     | 2     |
| Xerxes Rotterdam  | Total             | 28                  | 10                  | 1             | 0             |                          |                          |                 |                 | 29    | 10    |
| Total na carreira | Total na carreira | 445                 | 214                 | 6             | 6             |                          |                          | 1               | 0               | 452   | 220   |

### Seleção Neerlandesa
| Ano   | Jogos | Gols |
| ----- | ----- | ---- |
| 1946  | 4     | 9    |
| 1947  | 4     | 2    |
| 1948  | 6     | 4    |
| 1949  | 4     | 2    |
| 1955  | 3     | 2    |
| 1956  | 1     | 1    |
| 1957  | 6     | 4    |
| 1958  | 4     | 5    |
| 1959  | 3     | 5    |
| 1961  | 3     | 1    |
| Total | 38    | 35   |

## Títulos
Valencia
- Troféu Concepción Arenal: 1954

### Prêmios individuais
- Maior artilheiro de todos os tempos da Holanda: 1959–1998
- Futebolista Espanhol do Ano: 1954[3]
- Artilheiro da Internazionale: 1950–51
- Artilheiro do Valencia: 1953–54, 1955–56[4][5]
- Artilheiro do Levante: 1958–59[6]